# فرانچسکو جمینیانی
فرانچِسکو جِمینیانی (به ایتالیایی: Francesco Geminiani) (غسل تعمید داده‌شده در ۵ دسامبر ۱۶۸۷، لوکا، ایتالیا – درگذشتهٔ ۱۷ سپتامبر ۱۷۶۲، دوبلین، ایرلند) یک ویولن‌نواز، آهنگساز و کنسرت مایستر در دورهٔ باروک بود.
او از شاگردان الساندرو اسکارلاتی و سپس آرکانجلو کورلی بود.